# New Sweden Township, Nicollet County, Minnesota
New Sweden Township är en ort i Nicollet County, Minnesota, USA. Folkmängden uppgick år 2000 till 326.